# Antiblemma leucocyma
Antiblemma leucocyma là một loài bướm đêm thuộc họ Erebidae. Nó là loài bản địa của Brasil. Nó đã được nghiên cứu để làm tác nhân kiểm soát sinh học đối với Miconia calvescens vì loài gây hại này là một trong những cây xâm hại đe dọa lớn nhất cho hệ sinh thái của Hawaii và các quần đảo Thái Bình Dương khác.
Ấu trùng ăn lá của Miconia calvescens, making holes of an irregular shape.